# مونيك سميت
مونيك سميت (بالهولندية: Monique Smit)‏ هي مقدمة تلفزيونية ومغنية هولندية، ولدت في 9 أبريل 1989 في Volendam ‏ في هولندا.

## وصلات خارجية
- الموقع الرسمي
- مونيك سميت على موقع IMDb (الإنجليزية)
- مونيك سميت على موقع ميوزك برينز (الإنجليزية)
- مونيك سميت على موقع ديسكوغز (الإنجليزية)